# Niebo (województwo świętokrzyskie)
Niebo – wieś sołecka  w Polsce, położona w województwie świętokrzyskim, w powiecie koneckim, w gminie Końskie.
W skład sołectwa Niebo wchodzi także wieś Piekło.
W latach 1975–1998 miejscowość administracyjnie należała do województwa kieleckiego.
Wierni kościoła rzymskokatolickiego należą do parafii Matki Bożej Nieustającej Pomocy w Końskich.

## Położenie
Nieopodal Nieba znajduje się zgrupowanie skał noszących nazwę Piekło Gatniki, zbudowanych z piaskowca jurajskiego, sięgających wysokości 5 m., ciągnących się pasmem o długości około 100 m.
Przez wieś przechodzi  niebieski szlak turystyczny z miejscowości Pogorzałe do Kuźniaków oraz  czarny szlak rowerowy z Piekła do Młynka Nieświńskiego.

## Historia
W I poł. XIX w. miejscowość nosiła nazwę Babia Góra. W 1827 r. wieś zamieszkiwały 44 osoby w 6 domach, w 1880 r. było już 11 domów i 74 mieszkańców. Podczas II wojny światowej w trakcie obławy w 1940 r. mającej na celu ujęcie mjr. Henryka Dobrzańskiego „Hubala”, oddział SS wymordował tu wszystkich mężczyzn.